# Microsoft Partner Network
Microsoft Partner Network — партнерська програма Microsoft, яка дає можливість компаніям-розробникам отримати підтримку з боку Microsoft на всіх етапах бізнес-співпраці. Рівень можливостей в рамках нової партнерської програми Microsoft залежить від компетенції, підтвердженої компанією. 

## Microsoft Pinpoint
Microsoft Partner Network - єдина міжнародна онлайнова система, через яку партнери мають можливість донести інформацію про свої рішення, послуги та продукти, заснованих на технологіях Microsoft до потенційних замовників. Компанії, які є учасниками партнерської програми Microsoft, можуть розмістити на сайті Microsoft приклади успішного впровадження продуктів та рішень Microsoft. Каталог має український інтерфейс, зручний у використанні та адмініструванні.

## Програми початкового рівня
Microsoft BizSpark - програма для компаній-«стартапів», що дозволяє безкоштовно отримати засоби розробки та програмне забезпечення для тестування. 

Microsoft Action Pack Development and Design - програма для невеликих або молодих компаній, що надає доступ до ліцензій для внутрішнього використання, засобам розробки та технічної підтримки. 

## Рівні компетенції
Партнери, що задовольняють вимогам компанії, можуть отримати компетенцію початкового рівня Silver або вищого рівня Gold. 
Отримання омпетенціі дозволяє їм отримувати певну кількість ліцензій на програмне забезпечення для внутрішнього використання, засоби розробки, налагодження, тестування, доступ до маркетингових ресурсів і професійної технічної підтримки, а також ряд інших переваг. 

## Напрями компетенції
Компетенція Independent Software Vendor (ISV) призначена для компаній, що розробляють тиражовані програмні продукти. Вимоги компетенцій Silver і Gold припускають тестування вашого продукту і подачу відгуків про впровадження, а набір переваг надає ISV-партнерам більш широкий вибір засобів розробки і більш високий рівень технічної підтримки, ніж для партнерів з непрофільними компетенціями. 
Компетенція Software Development призначена для компаній, що займаються розробкою замовлених програмних продуктів і рішень. Вимоги компетенцій Silver і Gold припускають наявність сертифікованих фахівців та відгуків клієнтів. 
Компетенція Web Development призначена для компаній, що займаються розробкою веборієнтованих рішень, сайтів і проектів. Вимоги компетенцій Silver і Gold припускають наявність сертифікованих фахівців та відгуків клієнтів. 